# Johnny Rey Diaz
Jonathan „Johnny“ Rey Diaz (* in Mesa, Arizona) ist ein US-amerikanischer Schauspieler, Filmproduzent und Filmregisseur. Er tritt auch unter dem Namen Jonathan „Johnny“ Ortiz in Erscheinung.

## Leben
Diaz ist mexikanischer und kolumbianischer Herkunft und spricht daher fließend Spanisch. Nach seiner Schulzeit besuchte er die The Walter Cronkite School of Journalism and Mass Communication an der Arizona State University, die er 2011 mit dem Magna Cum Laude verließ. 2012 zog er nach Los Angeles, wo er bei Panay Films, einer Tochtergesellschaft der Walt Disney Motion Pictures Group als Filmentwickler arbeitete.
Eine erste Filmrolle übernahm er 2011 in dem Kurzfilm Middle Toe of the Right Foot. Seitdem wirkt er immer wieder überwiegend als Nebendarsteller in verschiedenen Spielfilmen und Kurzfilmen oder als Episodendarsteller in Fernsehserien mit. 2018 spielte er die Rolle des Detective Flip Suarez in insgesamt sechs Episoden der Fernsehserie Palisades Justice. Seit 2012 ist er auch als Produzent und Regisseur überwiegend für Kurzfilme tätig.

## Filmografie

### Schauspieler
- 2011: Middle Toe of the Right Foot (Kurzfilm)
- 2012: Lauren (Fernsehserie, Episode 1x02)
- 2012: The Lakeside Killer (Kurzfilm)
- 2012: The Wake Up Call (Kurzfilm)
- 2013: 90210 (Fernsehserie, Episode 5x13)
- 2013: Case 109 (Kurzfilm)
- 2013: Series Regular (Fernsehserie, Episode 1x01)
- 2014: Tödliche Schönheit (Beauty Queen Murders) (Fernsehserie, Episode 2x02)
- 2015: Fatales Vertrauen – Dem Mörder so nah (Unusual Suspects) (Fernsehserie, Episode 7x11)
- 2015: Revolution (Kurzfilm)
- 2015: iCommit (Fernsehfilm)
- 2015: Clarity (Kurzfilm)
- 2015: The Adventures of Max (Kurzfilm)
- 2015: The Case (Kurzfilm)
- 2015: The Bad Guy (Kurzfilm)
- 2015: Hawaii Five-0 (Fernsehserie, Episode 6x07)
- 2016: Stitchers (Fernsehserie, Episode 2x05)
- 2016: Independents – War of the Worlds (Independents’ Day)
- 2016: The Last Heist
- 2016: Villain Squad – Armee der Schurken (Sinister Squad)
- 2016: Containment – Eine Stadt hofft auf Rettung (Containment) (Fernsehserie, Episode 1x12)
- 2016: My Crazy Ex (Fernsehserie, Episode 3x03)
- 2016: Navy CIS (NCIS) (Fernsehserie, Episode 14x07)
- 2016: The Death of Eva Sofia Valdez (Fernsehfilm)
- 2016: Sketchy (Fernsehserie)
- 2016: Psychic Visions
- 2016: Piloto
- 2017: Chasing the Star
- 2017: Escape Artist
- 2017: I Am Still Here
- 2017: Queen of the South (Fernsehserie, 2 Episoden)
- 2017: Final Storm – Der Untergang der Welt (Doomsday Device) (Fernsehfilm)
- 2017: Agua Caliente Tijuana (Kurzfilm)
- 2017: Animals (Kurzfilm)
- 2017: Khali, the Killer – Leben und sterben in East L.A (Khali the Killer)
- 2017: Scorpion (Fernsehserie, Episode 4x07)
- 2017: Five Are Fallen (Kurzfilm)
- 2017: Coyote (Kurzfilm)
- 2017: Treasures
- 2017: Amores De Peso
- 2018: Dare (Kurzfilm)
- 2018: Loose Ends (Fernsehserie, 2 Episoden)
- 2018: Love Spoken
- 2018: Papua (Kurzfilm)
- 2018: Silent Sound (Kurzfilm)
- 2018: Palisades Justice (Fernsehserie, 6 Episoden)
- 2018: El Africano
- 2019: The Rookie (Fernsehserie, Episode 1x10)
- 2019: Insatiable (Fernsehserie, 2 Episoden)
- 2019: Skin Hunger (Kurzfilm)
- 2019: Der Denver-Clan (Dynasty) (Fernsehserie, Episode 3x02)
- 2019: Irritable Heart (Kurzfilm)
- 2020: Assassin 33 A.D.
- 2020: Magnum P.I. (Fernsehserie, Episode 2x14)
- 2024: High Tide

### Produzent
- 2012: The Detective's Lover
- 2012: The Wake Up Call (Kurzfilm)
- 2013–2014: Series Regular (Fernsehserie, 4 Episoden)
- 2015: Don't Look Up (Kurzfilm)
- 2015: The First (Kurzfilm)
- 2017: Five Are Fallen (Kurzfilm)
- 2018: Papua (Kurzfilm)
- 2019: A Mother's Love (Kurzfilm)

### Regie
- 2012: The Wake Up Call (Kurzfilm)
- 2013–2014: Series Regular (Fernsehserie, 5 Episoden)
- 2017: Five Are Fallen (Kurzfilm)
- 2018: Papua (Kurzfilm)
- 2019: Letter From God (Kurzfilm)